# Porrhothele
Porrhothele Simon, 1892 è un genere di ragni appartenente alla famiglia Porrhothelidae.

## Distribuzione
Le 5 specie note di questo genere sono diffuse in Nuova Zelanda: la maggior parte sono endemismi di una sola località.

## Tassonomia
Questo genere è stato trasferito negli Hexathelidae dalla famiglia Dipluridae a seguito di un lavoro di Raven del 1980.
La vecchia denominazione Hexops, Ausserer 1871 è stata già da tempo soppressa da tutti gli autori in quanto non più utilizzata, come ben evidenziato in un lavoro dell'aracnologo Bonnet del 1957 e di Forster del 1968.
Infine questo genere è stato separato dalla famiglia Hexathelidae a seguito di un lavoro di Hedin et al., del 2018 per costituire famiglia a sé con la denominazione di Porrhothelidae.
Attualmente, a dicembre 2020, si compone di cinque specie:
- Porrhothele antipodiana (Walckenaer, 1837)[2] — Nuova Zelanda
- Porrhothele blanda Forster, 1968 — Nuova Zelanda
- Porrhothele moana Forster, 1968 — Nuova Zelanda
- Porrhothele modesta Forster, 1968 — Nuova Zelanda
- Porrhothele quadrigyna Forster, 1968 — Nuova Zelanda

### Sinonimi
- Porrhothele avocae Todd, 1945; esemplare riconosciuto in sinonimia con P. antipodiana (Walckenaer, 1837), a seguito di un lavoro dell'aracnologo Forster del 1968[1].
- Porrhothele huttoni (O. P.-Cambridge, 1874); esemplare riconosciuto in sinonimia con P. antipodiana (Walckenaer, 1837), a seguito di un lavoro di Forster del 1968 e contra uno studio di Todd, 1945[1].
- Porrhothele kirki (Urquhart, 1894); esemplari trasferiti qui dal genere Arbanitis L. Koch, 1874, e posti in sinonimia con P. antipodiana (Walckenaer, 1837) a seguito di un lavoro di Chamberlain del 1944[1].
- Porrhothele simoni Hogg, 1901; esemplare riconosciuto in sinonimia con P. antipodiana (Walckenaer, 1837) a seguito di uno studio di Todd, 1945[1].